# بيدرو برلزا
بيدرو برلزا هو لاعب كرة قدم إكوادوري في مركز الدفاع، ولد في 3 فبراير 1991 في إسمرالداس في الإكوادور. لعب مع ديبورتيفو كيفيدو.

## وصلات خارجية
- بيدرو برلزا على موقع قاعدة بيانات كرة القدم.إي يو (الإنجليزية)
- بيدرو برلزا على موقع ناشيونال فوتبول تيمز (الإنجليزية)
- بيدرو برلزا على موقع Soccerway.com (الإنجليزية)
- بيدرو برلزا على موقع عالم كرة القدم.نت (الإنجليزية)